# Metrópole Digital
Metrópole Digital é um instituto do Ministério da Ciência e Tecnologia em parceria com o Governo do Estado do Rio Grande do Norte, cujo objetivo é transformar o estado num polo de formação, estudos e atividades em tecnologias da informação e comunicação (TICs) disponibilizando mão-de-obra para o mercado nacional e internacional.
Administrado pela Universidade Federal do Rio Grande do Norte, o projeto foi criado mediante um convênio assinado em 24 de abril de 2008 e funciona em dois prédios no campus da universidade: o Centro Integrado de Vocação Tecnológica (CIVT), que será o órgão gerente das ações de formação de jovens em programa de computadores (software) e língua estrangeira voltado à informática em nível tecnológico; e o Núcleo de Pesquisa e Inovação em Tecnologia da Informação (NPITI) que será o local onde funcionarão laboratórios equipados com computadores e máquinas de última geração para treinamento dos alunos, assim como para consultoria e atendimento à demanda de incubadoras de empresas do ramo.